# Hepatozoon americanum
Hepatozoon americanum ist ein Einzeller, der in Amerika die Hepatozoonose der Hunde auslöst und dessen Endwirt die Golfküstenzecke (Amblyomma maculatum) ist. Die Art wurde 1997 von Nancy A. Vincent-Johnson et al. vom klassischen Erreger dieser Hundekrankheit, Hepatozoon canis, abgegrenzt.

## Lebenszyklus
Hepatozoon canis ist zweiwirtig. Endwirt ist die Golfküstenzecke, hier findet die geschlechtliche Fortpflanzung (Syngamie) statt. Hier entstehen die Oozysten mit bis zu 650 Sporozysten mit je 10 bis 26 Sporozoiten, die vom Zwischenwirt Hundeartige mit der Zecke aufgenommen werden. Im Zwischenwirt vermehrt sich der Parasit ungeschlechtlich. Im Darm des Hundes werden dabei die Sporozoiten aus der Oozyste freigesetzt, dringen durch die Darmwand und gelangen mit Blut und Lymphe in den Blutkreislauf. Von hier besiedeln sie die Skelett- und Herzmuskulatur. In den Muskelzellen entstehen von Mucopolysacchariden umgebene Zysten, in denen der Parasit die Merogonie vollzieht. Mit der Reifung platzen die Zysten und die freiwerdenden Merozoiten gelangen in das umgebende Gewebe. Dies führt zur Einwanderung von Neutrophilen und Makrophagen und damit zur Bildung von Pyogranulomen. Die mit Gamonten beladenen weißen Blutkörperchen gelangen zurück in den Blutkreislauf und verschleppen die Erreger in andere Gewebe, wo sie sich erneut ungeschlechtlich vermehren. Die Entwicklung im Hund zu den Gamonten dauert etwa 32 Tage. Die Gamonten werden entweder von Larven oder Nymphen der Zecke mit der Blutmahlzeit aufgenommen.

## Merkmale
Die Gamonten in den Neutrophilen sind ellipsoid und 8,8 × 3,9 μm groß. Sie bestehen aus einem kompakten zentralen Kern und einer dicken Hüllmembran. In der Giemsa-Färbung stellt sich das Cytoplasma blassgrau und der Kern dunkelrot dar. Die Muskelzysten sind rund bis oval und haben einen Durchmesser von 250 bis 500 μm. Die äußere Hülle stellt sich aus konzentrischen Lagen blassgefärbter Membranen dar, die dem Gebilde einen zwiebelschalenartigen Charakter verleihen. Die Meronten sind 80 bis 300 µm groß.